# Pterula sclerotiicola
Pterula sclerotiicola är en svampart som beskrevs av Berthier 1968. Pterula sclerotiicola ingår i släktet Pterula och familjen mattsvampar.   Inga underarter finns listade i Catalogue of Life.